# François Bazin
François Emmanuel Joseph Bazin (Marsiglia, 4 settembre 1816 – Parigi, 2 luglio 1878) è stato un compositore francese.
Fu autore di un'opera comica sul Maitre Pathelin e di varie opere didattiche.